# Aquilina (personnage de Balzac)
Aquilina, née en 1803, est un personnage de La Comédie humaine d'Honoré de Balzac. Elle a choisi pour nom de guerre celui d'un personnage de la Venise sauvée de Thomas Otway. Elle se prétend piémontaise. C'est « une de ces beautés qui effraient ».

## Biographie du personnage
Elle tombe dans la prostitution dès l'âge de seize ans avec, pour source de revenu, les modestes dons de Castanier, le caissier maudit de Frédéric de Nucingen. Castanier refuse toutefois de l'épouser puisqu'il est déjà marié, et il l'entretient modestement.
Aquilina a pour amant de cœur Léon, que Castanier découvre dans un petit cabinet de toilette, derrière les robes de la jeune femme. L'homme apparaît en disant que « lui » épousera Aquilina. Castanier a cette vision sur ordre de Melmoth, et elle se confirme comme exacte.
Mais Léon n'a pas le temps d'épouser Aquilina car il est guillotiné en place de Grève avec les quatre sergents de La Rochelle. Aquilina reste inconsolable et elle ruine Castanier qui la chasse. Elle devient alors une des courtisanes les plus souvent présentes dans les orgies parisiennes.
En 1822, elle habite rue Richer, dans un immeuble neuf, et elle se fait appeler madame de la Garde.
En 1830, elle est conviée par Jean-Frédéric Taillefer à une orgie au cours de laquelle elle raconte à Émile Blondet et à Raphaël de Valentin la signification du chiffon rouge qu'elle porte en toute circonstance, sur n'importe quelle robe. C'est en mémoire de son amant Léon, guillotiné ; elle évoque alors l'épisode des quatre sergents de La Rochelle. On la surnomme alors « la Rochelle ».
En 1831, elle avoue qu'elle est lasse de cette vie de vice, mais que l'avenir sinistre qui attend les filles comme elle (l'hôpital), ne l'effraie pas.
En 1834, elle est l'amie de Florine.
Pour les références, voir :